# Anita (ópera)
Anita es una ópera en un acto y catorce escenas con un libreto de Enrico Golisciani puesto en metro músico por Melesio Morales.

## Acción

### Acto único
La acción tiene lugar en Puebla el 2 de abril de 1867. Anita lee en la estancia de su casa, mientras en la calle se escuchan revueltas populares. Su hermano Manuelo recibe la visita de Rodrigo, compañero de armas, que le confiesa estar enamorado de su hermana, temiendo no ser correspondido. También le informa que esa noche será el asalto a las tropas francesas. Anita recuerda a su hermano que el alma de su padre, muerto por el invasor francés, espera ser vengada. Entonces Rodrigo pregunta a Anita si él podrá aspirar a su amor, a lo que ella expresa para sí misma, con cierta melancolía, que su corazón pertenece a otro hombre.
Anita implora en sus rezos que la batalla sea el triunfo y la libertad de su patria, renegando de su condición de mujer que le impide luchar. Más tarde recuerda cuando fue perseguida por un grupo de bandoleros y cómo un apuesto hombre extranjero salvó su vida y su honra. Desde entonces es a él a quien ama. Este joven extranjero es Gastone, militar francés, que en ese momento entra herido de gravedad, pidiendo ayuda. Ella lo reconoce y cura sus heridas. Se declaran su amor, y Anita le advierte que está en terreno de enemigos, forzándolo a esconderse en su alcoba, pues su hermano ha regresado victorioso en la lucha. Rodrigo y Manuelo celebran la victoria sobre el invasor. Este último cuenta a Anita como Rodrigo los ha vengado, matando al coronel D´Aubray, responsable de la muerte de su padre. Todos brindan alegremente, mientras Anita piensa en Gastone, oculto en su propia casa. Rodrigo le declara nuevamente a la joven mujer su amor, y Manuelo le pide a su hermana que acceda a esa petición de amor. Anita le promete a Rodrigo una respuesta el día de mañana. Repentinamente, Gastone sale de la habitación donde se encontraba para enfrentarse a sus enemigos, ante el sufrimiento de Anita. Manuelo reclama a su hermana, maldiciéndola por haber dado refugio al hijo del homicida de su padre. Gastone es hecho prisionero. En su celda, Gastone se lamenta de su destino y piensa en el amor de Anita. Esta aparece en la prisión para salvarlo. Gastone se rehúsa a fugarse y dejarla sola, hasta que accede y escapa de su mazmorra. Llega Rodrigo a la celda y descubre que por amor Anita ha liberado al enemigo, traicionando con ello a la patria. Se escucha a lo lejos un disparo; es Gastone que ha caído mortalmente herido. Rodrigo, pleno de celos y angustia, herido su corazón, da muerte a Anita. 
La ópera concluye con el canto del Himno Nacional, al momento en que el general Don Porfirio Díaz hace su entrada triunfal a la ciudad de Puebla.

## Estilo

### Libreto
El libreto fue escrito en italiano por Enrique Golisciani y puesto en metro músico en tal idioma

### Música
Morales resolvió musicalmente el libreto de la misma manera que Golisicani: el texto lo mantuvo en italiano, el estilo melódico se conserva dentro del operismo italiano de Verdi, Bellini y sobre todo Donizetti y la estructura de las escenas como números bien delimitados. La nueva aportación musical se presenta en un lenguaje armónico de intenso cromatismo y un complejo contrapunto instrumental que ocasionalmente contrasta enormemente con previsibles y convencionales líneas vocales. Hay abruptos cambios de tiempo, carácter y estilo que producen efectos de enorme dramatismo, alternando, por ejemplo, un apasionado dúo de amor con una canción de claro sabor campesino.
Hay una constante sugerencia a la canción popular "Adiós mamá Carlota". La ópera concluye con una curiosa variante del Himno Nacional, única parte cantada en español.

## Datos históricos
La ópera Anita, basada en un capítulo de la Segunda Intervención Francesa en México, fue escrita para ser estrenada durante las festividades del Primer Centenario de la Independencia de México. 
La obra fue dedicada al señor Presidente de México Don Porfirio Díaz, el cual aparece en escena al final de la ópera mientras suena el Himno Nacional. La obra debió estrenarse en 1910 junto con otras óperas comisionadas para las festividades, como la ópera en tres actos Matilde o México en 1810 de Julián Carrillo. Como consecuencia de la Revolución de 1910, todas estas óperas no se estrenaron, y Melesio Morales y su ópera Anita cayeron en el olvido. Con el triunfo de la ideología socialista / comunista, la cultura que no fuera realizada en el estilo del realismo-socialista cayó en descrédito. De tal suerte, más del 95 % del patrimonio cultural mexicano fue paulatinamente destruida a lo largo del siglo XX. 

### Creación
La partitura de la ópera Anita estuvo guardada en un archivero hasta 1987 en que se presentó en la Sala Nezahualcóyotl. A finales del siglo XX se inició un paulatino rescate de la obra de Melesio Morales. La ópera Anita se estrenó, primero, de modo fragmentario y en concierto, en 1987 con alumnos del Conservatorio Nacional de Música de la Ciudad de México bajo la dirección del investigador e historiador Karl Bellinghausen, que ha sido uno de los responsables del rescate de la obra de Melesio Morales. La obra se tocó completa, luego, en forma de concierto, en la Sala Netzahualcóyotl (2000) y en el Palacio de Bellas Artes (2002). La función en la Sala Netzahualcóyotl fue grabada en discos compactos, que no salieron a la venta comercial. El estreno escénico mundial, finalmente tuvo lugar el 24 de junio de 2010, repitiéndose la producción 26 de junio, el 1 de julio y el 3 de julio de 2010 en el Conservatorio Nacional de Música de la Ciudad de México.Los solistas fueron integrantes del Taller de Ópera dirigido por Leszek Zawadka junto con el Coro Infantil, el Coro y la Orquesta Sinfónica del Conservatorio Nacional de Música bajo la dirección musical de Francisco Savín.

### Reparto del estreno
- En 1987 se estrenan fragmentos de la ópera con alumnos del Conservatorio Nacional de México.
- Estreno en forma de concierto de la partitura completa sucedido en la Sala Nezahualcóyotl de la Ciudad de México en el año 2000.
- Anita: Silvia Rizo
- Gastone: Rogelio Marín
- Rodrigo: Ricardo Santín
- Manuelo: Salvador Guízar
- Coro y Orquesta Sinfónica Miguel Hidalgo de la Universidad Autónoma del Estado de Hidalgo
- Dirección: Fernando Lozano Rodríguez.

- Estreno de la partitura completa en el Palacio de Bellas Artes de la Ciudad de México en el año 2002.
- Anita: Ana Luisa Méndez
- Gastone: Rogelio Marín
- Rodrigo: Juan Orozco
- Manuelo: Jesús Ibarra
- Coro y Orquesta Sinfónica del Palacio de Bellas Artes.
- Dirección: Fernando Lozano Rodríguez.

- Estreno escénico en el Conservatorio Nacional de Música de la Ciudad de México el 24 de junio de 2010.
- Anita: Estela Liberato
- Gastone: Carlos Miguel Arriola
- Rodrigo: César Castro
- Manuelo: Mario Vázquez Morillas
- Coro, Coro infantil y Orquesta del Conservatorio Nacional de Música de la Ciudad de México.
- Dirección: Francisco Savín
- Dirección escénica: Leszek Zawadka

## Grabaciones
Se realizó una grabación con la Orquesta Sinfónica de la Universidad Autónoma del Estado de Hidalgo bajo la dirección de Fernando Lozano que lamentablemente no se comercializó.